# Comuna Koleadivka, Novoaidar
Koleadivka (în ucraineană Колядівка) este o comună în raionul Novoaidar, regiunea Luhansk, Ucraina, formată din satele Koleadivka (reședința) și Vovkodaieve.

## Demografie
Componența lingvistică a comunei Koleadivka
     Ucraineană (90,77%)
     Rusă (9,23%)
Conform recensământului din 2001, majoritatea populației comunei Koleadivka era vorbitoare de ucraineană (90,77%), existând în minoritate și vorbitori de rusă (9,23%).